# Vähäjärvi (sjö i Lappland, lat 66,53, long 27,15)
Vähäjärvi är en sjö i Finland. Den ligger i kommunen Kemijärvi i landskapet Lappland, i den norra delen av landet, 700 km norr om huvudstaden Helsingfors. Vähäjärvi ligger 148,9 meter över havet. Arean är 97,2 hektar och strandlinjen är 6,83 kilometer lång. Sjön  ingår i Kemi älvs huvudavrinningsområde. 